# (18349) Dafydd
(18349) Dafydd ist ein Asteroid des äußeren Hauptgürtels, der am 25. Juli 1990 von dem US-amerikanischen Astronomen Henry E. Holt am Palomar-Observatorium (IAU-Code 675) in Kalifornien entdeckt wurde.
Der Asteroid wurde am 9. Februar 2009 nach Dafydd ap Llywelyn benannt, einem Fürsten aus dem Königreich Gwynedd im 13. Jahrhundert. Auf den Tag genau 750 Jahre vor Entdeckung des Asteroiden reformierte Dafydd die walisische Gesetzgebung. Ein walisisches Komitee hatte die Benennung nach Dafydd ap Llywelyn vorgeschlagen.